# جادوی رؤیای جادوگر
جادوی رویای جادوگر (به انگلیسی: The Magic of the Wizard’s Dream) نام تک‌آهنگی از گروه سمفونیک پاور متال ایتالیایی راپسودی (آو فایر) است که در سال ۲۰۰۵ منتشر شد. این ترانه که خود بخشی از آلبوم سمفونی سرزمین‌های طلسم‌شده ۲: راز تاریک را تشکیل می‌دهد در این سینگل همراه با ۵ اجرای مختلف از آن آورده شده‌است. کریستوفر لی، بازیگر انگلیسی، به عنوان خوانندهٔ مهمان حضور داشته و همراه با فابیو لیونه خوانندهٔ گروه، جادوی رویای جادوگر را به‌صورت دوصدایی و به ۴ زبان انگلیسی، ایتالیایی، آلمانی و فرانسوی اجرا کرده‌است. اجرایی ارکسترال از همین ترانه و دو ترانهٔ پیشتر عرضه‌نشدهٔ Autumn Twilight و Lo Specchio D'Argento، دیگر ترک‌های این سینگل را تشکیل می‌دهند.

## فهرست آهنگ‌ها
| شماره | نام                                                                                                 | سراینده     | مدت  |
| ----- | --------------------------------------------------------------------------------------------------- | ----------- | ---- |
| ۱.    | «The Magic Of The Wizard's Dream (English Version)»                                                 |             | ۳:۴۱ |
| ۲.    | «The Magic Of The Wizard's Dream (Italian Version)»                                                 | لوکا توریلی | ۳:۴۱ |
| ۳.    | «The Magic Of The Wizard's Dream (French Version)» (اشعار به زبان فرانسه از نادیا بلیر)             |             | ۳:۴۱ |
| ۴.    | «The Magic Of The Wizard's Dream (German Version)» (اشعار به زبان آلمانی از ساشا پیت و ایوا نئومان) |             | ۳:۴۱ |
| ۵.    | «The Magic Of The Wizard's Dream (Orchestral Version)»                                              |             | ۳:۴۱ |
| ۶.    | «The Magic Of The Wizard's Dream (Album Version)»                                                   |             | ۴:۳۰ |
| ۷.    | «Autumn Twilight»                                                                                   |             | ۳:۴۷ |
| ۸.    | «Lo Specchio D'Argento»                                                                             |             | ۴:۱۸ |

## اعضا
اصلی
- فابیو لیونه - وکال
- لوکا توریلی - گیتار، ترانه‌نویسی و آهنگسازی
- آلکس استاروپولی - کیبورد، تنظیم و آهنگسازی
- پاتریس گر - گیتار بیس
- آلکس هولتزوارت - درام

مهمان
- کریستوفر لی - خواننده (ترک‌های ۱ تا ۵)
- مانوئل استاروپولی فلوت ریکوردر باروک

سایر
- جو رزلر - تنظیم سازهای زهی (ترک‌های ۱ تا ۵)
- رونالد پرنت - میکس و مسترینگ (ترک‌های ۱ تا ۵)
- ساشا پیت - میکس (ترک‌های ۶ تا ۸)
- سباستین اشمیت - عکس